# It del 2
It del 2 er en amerikansk gyserfilm baseret på bogen It af Stephen King. Filmen er instrueret af Andy Muschietti.

## Medvirkende
- Jessica Chastain som Beverly Marsh
  - Sophia Lillis som unge Beverly
- James McAvoy som Bill Denbrough
  - Jaeden Lieberher som unge Bill
- Bill Hader som Richie Tozier
  - Finn Wolfhard som unge Richie
- Bill Skarsgård som Pennywise / It
- Jay Ryan som Ben Hanscom
  - Jeremy Ray Taylor som unge Ben
- James Ransone som Eddie Kaspbrak
  - Jack Dylan Grazer som unge Eddie
- Nicholas Hamilton som Henry Bowers